# Tunel w Uliczkach
Tunel w Uliczkach, Schronisko w wąwozie przy przysiółku Skały III – schronisko w Zimnym Dole we wsi Czułów w województwie małopolskim, w powiecie krakowskim, w gminie Liszki. Pod względem geograficznym znajduje się na Garbie Tenczyńskim będącym południowym fragmentem Wyżyny Krakowsko-Częstochowskiej.

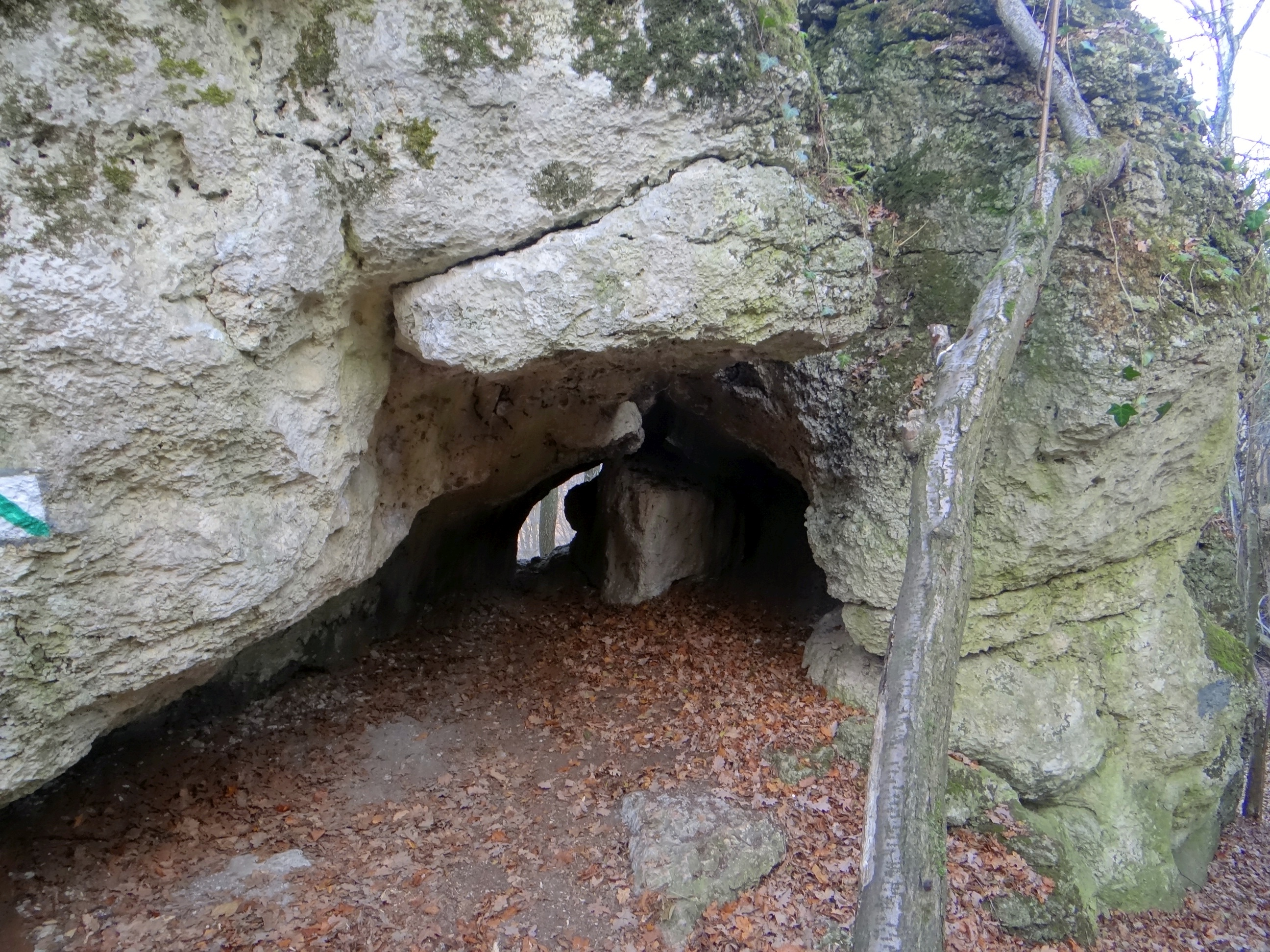

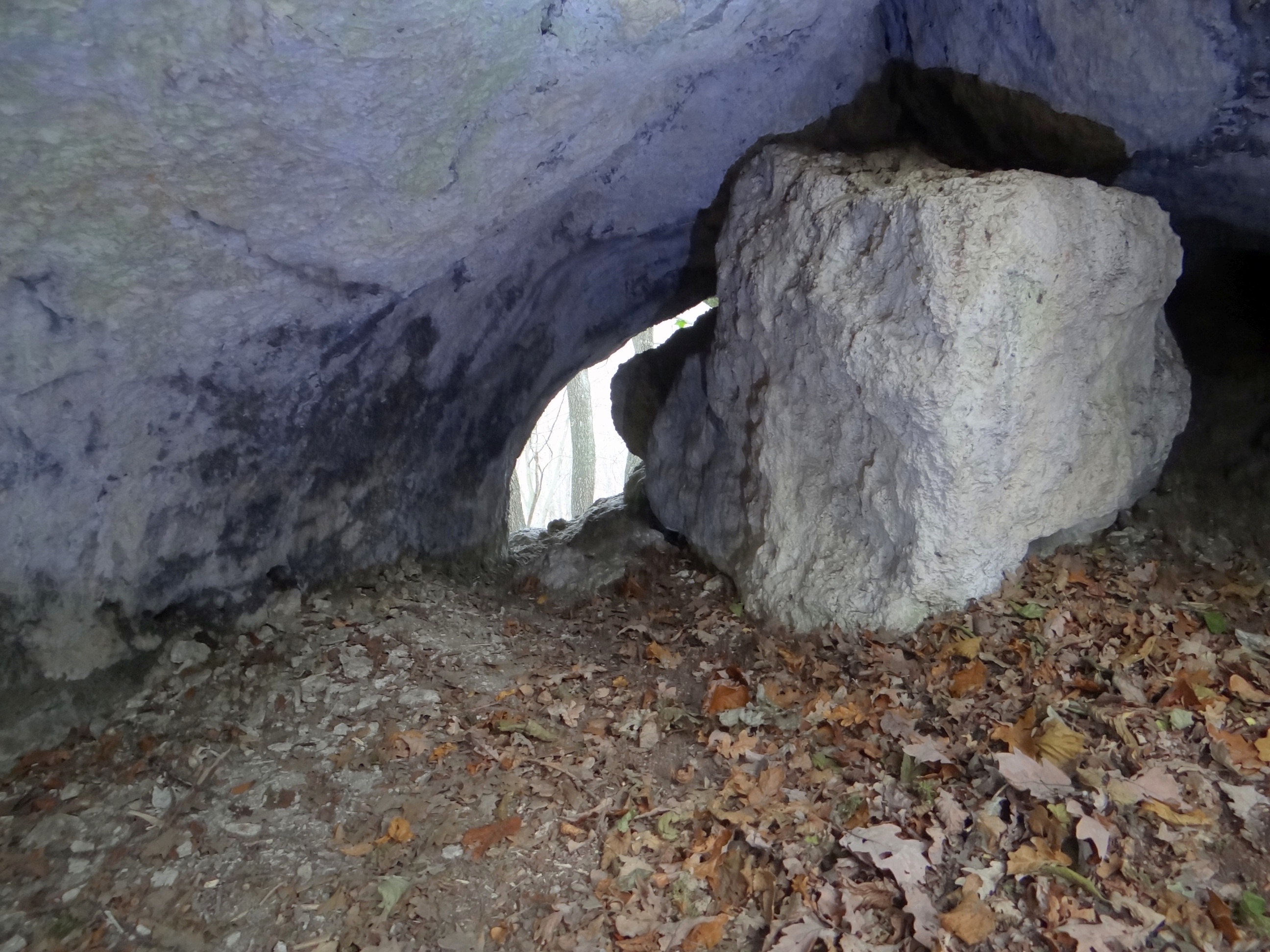

## Opis obiektu
Schronisko znajduje się w grupie skał Labirynt w górnej, orograficznie prawej części wąwozu Zimny Dół, około 18 m powyżej dna wąwozu. Pomiędzy skałami z długimi okapami znajduje się tu tzw. Uliczka. Schronisko znajduje się przy jej końcu w skale, która przez uprawiających bouldering nazywana jest Skałą z Grotą. Schronisko ma postać pochyłego tunelu przebijającego skałę na wylot. Łatwo dostępny jest otwór północny. Znajduje się pod dużym okapem, który ma szerokość do 12 m i wysięg do 5 m. Środkowa część tunelu zawalona jest kilkoma dużymi skalnymi blokami.
Schronisko powstało w wapieniach zrostkowych z jury późnej. Powstało w strefa saturacji na pionowej szczelinie i jest pozostałością większej jaskini, która uległa zniszczeniu. Schronisko jest suche, w całości widne i występuje w nim przewiew. Nacieki skąpe, jedynie w postaci zwietrzałych grzybków i polew ze skondensowanego mleka wapiennego. Namulisko złożone z lessu zmieszanego z gruzem wapiennym, prawdopodobnie bardzo obfite. W schronisku obserwowano ćmy i pająki. Na ścianie wokół południowego otworu rosną glony i mchy.
Tunel znany jest od dawna i często zwiedzany. Wymienił go Kazimierz Kowalski w 1951 roku. Dokumentację opracowali A. Górny i M. Szelerewicz w listopadzie 1991 r. Plan opracował M. Szelerewicz.